# Frank Schulz (Kunstpädagoge)
Frank Schulz (* 25. November 1952 in Narsdorf in Sachsen) ist ein deutscher Kunstpädagoge.

## Akademische Laufbahn
Frank Schulz absolvierte 1971–1975 ein Diplom-Fachlehrerstudium Kunsterziehung und Geschichte in Leipzig und 1975–1978 neben dem Schuldienst an einer Polytechnischen Oberschule in Leipzig-Stötteritz ein Forschungsstudium bei Günther Regel zum Thema Probleme des künstlerischen Schaffensprozesses. Zu diesem Thema promovierte er 1979 bei Regel. 1984/85 folgte ein Zusatzstudium in Leningrad bei Moissej S. Kagan im Bereich Ästhetik/Kunsttheorie. 1986 schloss sich in Leipzig die Habilitation zu Problemen des künstlerischen Talents an, ebenfalls bei Regel. 1993–2021 hatte Schulz eine Professur für Kunstpädagogik und Kunstdidaktik an der Universität Leipzig inne, bis 2020 leitete er das Institut für Kunstpädagogik der Universität Leipzig, als dessen Gründungsdirektor er 1993 berufen wurde. 2009 nahm er eine Gastprofessur an der Universität Bern, Studiengang Master of Advanced Studies in Fachdidaktik Kunst und Gestaltung, wahr. 

## Weitere Betätigungen und Ehrungen
1990 war er Gründungsmitglied des Bundes Deutscher Kunsterzieher in der DDR und Mitglied des ersten Vorstands. Seit 1991 engagiert er sich beim Aufbau und dann bei Betrieb und Weiterentwicklung der gemeinnützigen BIP Kreativitätseinrichtungen in Sachsen und Thüringen, insbesondere des BIP Kreativitätsgymnasiums Leipzig, das er bis heute leitet. Seit 2012 ist er Vorstandsvorsitzender der Mehlhorn-Stiftung. 2013 wurde er Gründungsmitglied des Dachverbandes Kreativitätspädagogik e. V. und Mitglied des ersten Vorstandes. 2007 wurde er mit dem Theodor-Litt-Preis der Universität Leipzig geehrt.

## Publikationen
Schulz war 1991–2014 Autor zahlreicher kunstdidaktischer Lehrmaterialien beim Ernst Klett Verlag und 1991–2022 Mitherausgeber der Zeitschrift „Kunst + Unterricht“. Seit 2005 gibt er zusammen mit Johannes Kirschenmann und Maria Peters die Reihe „Kontext Kunstpädagogik“ heraus und seit 2013 zusammen mit Gert Gräbe (bis 2021), Constanze Kircher, Johannes Kirschenmann, Gerlinde Mehlhorn und Steffen Wachter (ab 2021) die Reihe „KREAplus“, beide im kopaed-Verlag München.